# Ministr financí

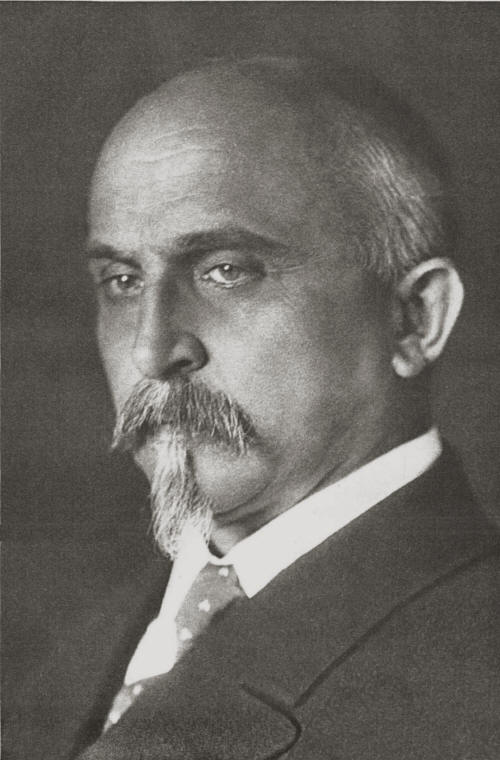
Alois Rašín, první československý ministr financí

Ministr financí je ve většině států člen vlády, pověřený řízením státní pokladny a daňového systému. Může mít případně i další úkoly, například odpovědnost za hospodářskou politiku anebo měnovou politiku. Jindy bývají tyto pravomoci vyčleněny do samostatných orgánů, tak za měnovou politiku bývá v moderních demokratických státech většinou odpovědná centrální banka. Obvykle patří k nejdůležitějším členům kabinetů, často na druhém místě hned po premiérovi.
V některých zemích je označení tohoto funkcionáře odlišné, například v USA se jmenuje Secretary of the Treasury, doslova „tajemník (státní) pokladny“. Jinde je rozdělení pravomocí složitější, například v Austrálii je ve vládě za finance odpovědný Treasurer of Australia („pokladník Austrálie“), existuje zde však i Minister for Finance („ministr pro finance“), který je fakticky zástupcem „pokladníka Austrálie“.
Ministr financí České republiky stojí v čele Ministerstva financí České republiky. Současným ministrem financí je Zbyněk Stanjura /ODS/.